# Reidar Andersen
Pour les articles homonymes, voir Andersen.
Reidar Andersen, né le 20 avril 1911 à Norderhov et mort le 15 décembre 1991 à Oslo, est un sauteur à ski norvégien. Il est parmi les figures dominantes du saut dans les années 1930.

## Biographie
Il participe à 18 ans aux Championnats du monde 1930 à Oslo, où il remporte la médaille d'argent derrière Gunnar Andersen (non relatif). Lors de l'édition 1931, il est quatrième, puis est de nouveau médaillé d'argent en 1935, compétition gagnée par Birger Ruud, qui l'empêche de remporter des titres internationaux durant les années 1930.
Aux Jeux olympiques d'hiver de 1936 à Garmisch-Partenkirchen, il est médaille de bronze, alors que Birger Ruud est champion. Il est encore vice-champion du monde en 1937, derrière Ruud.
Il est tout de même triple vainqueur au Festival de ski de Holmenkollen entre 1936 et 1938, ainsi que champion de Norvège durant la même période. Aux Championnats du monde 1938, il est seulement cinquième, à cause d'une légère gène à la cheville. Il reçoit la Médaille Holmenkollen cette année.
Réputé pour son style, il est le premier à recevoir une note parfaite de vingt de la part des juges. De même, il saute loin, battant un record du monde au nouveau tremplin de Planica en 1935 (92,5 mètres).
En 1939, il part promouvoir le ski aux États-Unis.
Il est entraîneur de l'équipe norvégienne de saut aux Jeux olympiques d'hiver de 1948.
Plus tard, il ouvre une entreprise qui manufacture des articles sportifs.

## Palmarès

### Jeux olympiques
| Épreuve / Édition | Garmisch-Partenkirchen 1936 |
| Individuel        | Bronze                      |

### Championnats du monde
| Épreuve / Édition | Oslo 1930 | Oberhof 1931 | Vysoke Tatry 1935 | Chamonix 1937 | Lahti 1938 |
| Individuel        | Argent    | 4e           | Argent            | Argent        | 5e         |